# Tailleur Chanel rose de Jacqueline Bouvier Kennedy

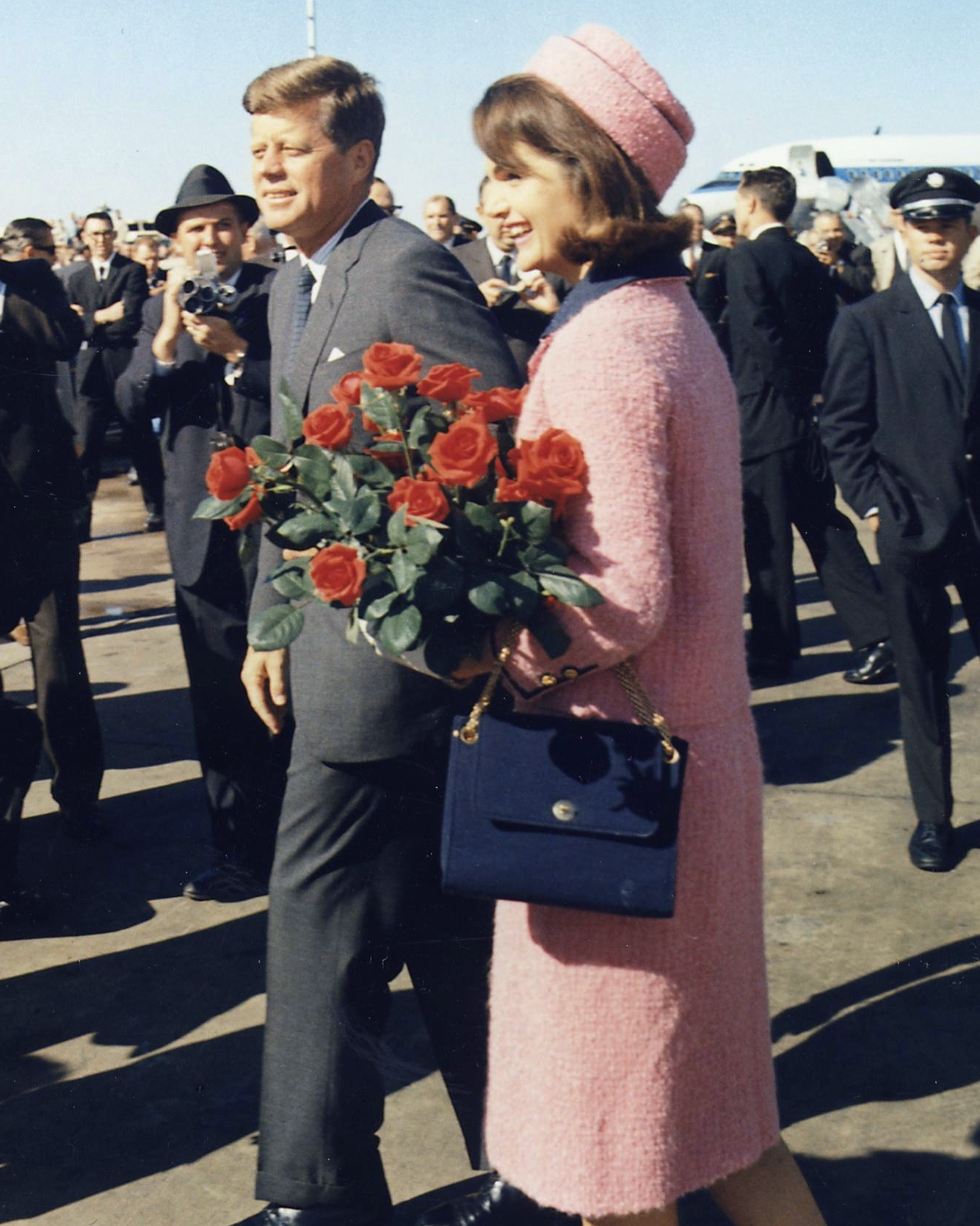
Le tailleur rose de Jacqueline Kennedy, avec sa toque assortie, le 22 novembre 1963.

Le tailleur Chanel rose de Jacqueline Bouvier Kennedy est un tailleur Chanel à double boutonnage, en lainage bouclette, de couleur rose bonbon et au col bleu marine, porté, à plusieurs reprises entre 1961 et 1963, par la Première dame des États-Unis Jacqueline Bouvier Kennedy. Un chapeau de même couleur était assorti à l'ensemble vestimentaire. 

## Historique

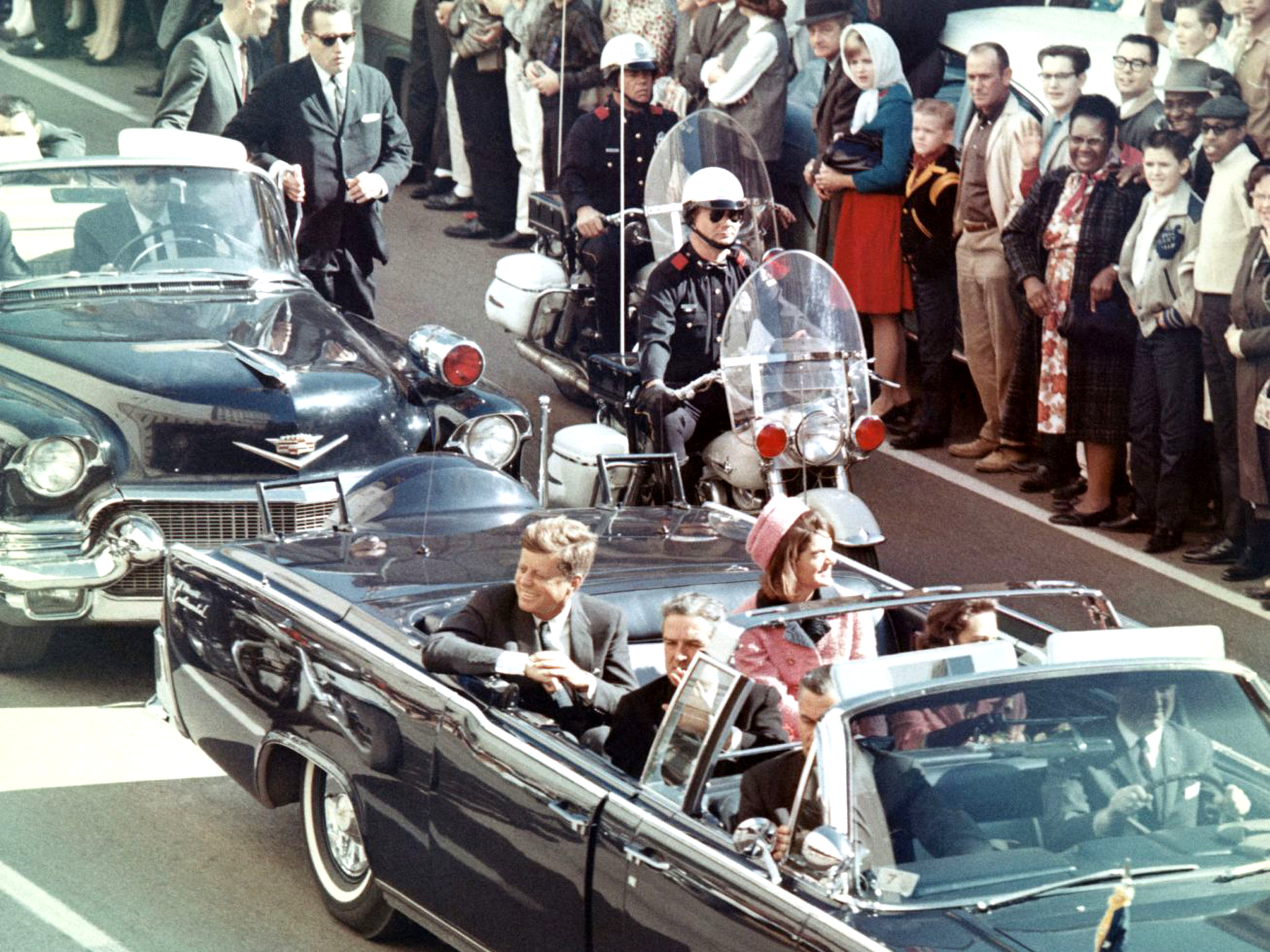
Photo du président Kennedy et de son épouse Jackie, dans la limousine à Dallas sur Main Street, quelques minutes avant l'assassinat

Ce tailleur est devenu emblématique à plusieurs titres ; c'est cet ensemble vestimentaire que la Première dame des États-Unis portait le 22 novembre 1963, jour de l'assassinat de son époux le président américain John F. Kennedy. Elle l'avait choisi à la place de son manteau Léopard car la météorologie annonçait un beau soleil à Dallas et elle l'avait déjà porté au moins à six autres reprises, aimant beaucoup ce modèle et cette couleur. Le vêtement éclaboussé du sang de son mari, que la Première dame insiste pour garder toute la journée, est resté l'une des images fortes de la tragédie, et un symbole de cet événement. Jackie Kennedy est également, à cette époque, une icône de la mode, et cliente de la maison Chanel depuis 1955. De toute sa garde-robe, le tailleur Chanel rose est considéré comme son vêtement le plus revisité, et comme celui auquel il est fait le plus souvent référence. Modèle de la collection automne/hiver 1961, il vient précisément de Chez Ninon, une boutique de luxe de Park Avenue qui fait officiellement des copies Chanel, se fournissant en jersey dans la maison française.
Le tailleur, qui n'a jamais été nettoyé depuis l'assassinat de Kennedy[source insuffisante], est conservé aux Archives nationales américaines, et ne sera pas accessible au public avant, au moins, l'année 2103, conformément aux vœux de Caroline Kennedy, seule héritière vivante de Jacqueline et John Kennedy,.